# Brassia wageneri
Brassia wageneri är en orkidéart som beskrevs av Heinrich Gustav Reichenbach. Brassia wageneri ingår i släktet Brassia och familjen orkidéer. Inga underarter finns listade i Catalogue of Life.